# De Teerplaats
De Teerplaats is een voormalige hallenhuisboerderij in Arnhem, aan de rand van Park Zypendaal. Het gebouw is in de 18e eeuw gebouwd, maar in de 19e eeuw aangepast waarbij het haar grotendeels huidige vorm kreeg. In de 18e eeuw was naast de boerderij een andere kleine boerderij gelegen, die reeds de naam De Teerplaats had, mogelijk verwijzend naar het schuttersgilde die er kwamen potverteren. Aan de rechterzijde van de boerderij is rond 1900 een uitbouw toegevoegd, dat als dienstwoning voor de chauffeur van de familie Brantsen diende.
De boerderij heeft een zadeldak, terwijl de aanbouw een wolfsdak heeft. De ramen en deuren, inclusief de mestdeuren en kelderraam, van de oorspronkelijke boerderij hebben rondbogen. Aan de voorzijde zijn er drie kleine ramen op de eerste verdieping, terwijl op de begane grond vier grote raampartijen zijn welke voorzien zijn van persiennes. 
Het gebouw is sinds 2006 onderdeel van het Rijksmonumentencomplex Historische buitenplaats Zypendaal, wegens de ouderdom, de toegepaste bouwmaterialen, de functie en de markante situering aan de rand van het park.
Tegenwoordig wordt de ruimte gebruikt als bed & breakfast.